# Bente Duivenvoorde
Bente Duivenvoorde is een voetbalspeelster uit Nederland. Ze speelt als verdediger voor Telstar in de Vrouwen Eredivisie.

## Carrière
In 2021 maakte Duivenvoorde de overstap naar de jeugdopleiding van Telstar.
Op 25 oktober 2022 maakte Duivenvoorde haar debuut voor Telstar in de Vrouwen Eredivisie in een thuiswedstrijd tegen Ajax door in de 84ste minuut in te vallen voor Samya Hassani.

## Statistieken
| Seizoen | Club    | Competitie         | Competitie | Competitie | Beker | Beker | Overig | Overig | Totaal | Totaal |
| Seizoen | Club    | Competitie         | Wed.       | Dlp.       | Wed.  | Dlp.  | Wed.   | Dlp.   | Wed.   | Dlp.   |
| ------- | ------- | ------------------ | ---------- | ---------- | ----- | ----- | ------ | ------ | ------ | ------ |
| 2022/23 | Telstar | Vrouwen Eredivisie | 1          | 0          | 0     | 0     | 0      | 0      | 1      | 0      |
| 2023/24 | Telstar | Vrouwen Eredivisie | 0          | 0          | 0     | 0     | 0      | 0      | 0      | 0      |
| Totaal  | Totaal  | Totaal             | 1          | 0          | 0     | 0     | 0      | 0      | 0      | 1      |

Bijgewerkt t/m 20 februari 2024.